# Wolverine (film)
Wolverine je americko-britský dobrodružný akční film založený na stejnojmenném komiksu Chrise Claremonta a Franka Millera. Jedná se o šestý díl filmové série X-Men, který dějově následuje po událostech z filmu X-Men: Poslední vzdor (2006). Hlavní roli si opět zahrál Hugh Jackman, který film i produkoval. Režie se chopil James Mangold.

## Děj
Děj začíná v roce 1945, kdy je Logan zajatcem v japonském válečném zajateckém táboře nedaleko Nagasaki. Poté, co na město americká armáda svrhne atomovou bombu, Logan zůstane jediným přeživším spolu s japonským důstojníkem Yashidou, kterého zachránil.
V současnosti žije Logan skromný život v Kanadě, při jedné barové rvačce si ho všimne mutantka Yukio, která pracuje pro právě umírajícího Yashida, který se stal úspěšným podnikatelem v technologiích. Yashida vyslal Yukio, aby nalezla Logana a přivezla ho do Tokia, aby mohl Yashida splatit svůj životní dluh.
V Tokiu Logan potká Shingena, syna Yashida, a Shingenovu dceru Mariko. Yashida Loganovi nabídne, že mu odebere nesmrtelnost a daruje ji sobě. Logan však odmítne. Současně se Loganovi vrací děsivé vzpomínky na usmrcení Jean Grey. V poslední noci jeho pobytu v Japonsku mu mutantka Viper vpraví do těla robotického parazita, který napadne jeho uzdravovací schopnost. Druhého rána se Logan dozví, že Yashida zemřel. Na pohřbu poté zachrání Mariko před atentátem z řad Yakuzy. Logan je však během souboje postřelen a tím zjistí, že se již neuzdravuje. Následně musí Logan bojovat proti dalším zabijákům z Yakuzy, ochránit Mariko a vypořádat se se svými děsivými vzpomínkami i právě nabytou smrtelností.

## Obsazení
| Hugh Jackman           | Logan / Wolverine                                   |
| Hiroyuki Sanada        | Shingen Yashida                                     |
| Tao Okamoto            | Mariko Yashida                                      |
| Rila Fukushima         | Yukio                                               |
| Will Yun Lee           | Kenuichio Harada                                    |
| Haruhiko Yamanouchi    | Ichirō Yashida                                      |
| Brian Tee              | Noburo Mori                                         |
| Světlana Chodčenkovová | Viper                                               |
| Famke Janssenová       | Jean Grey (v Loganových vzpomínkách a halucinacích) |

## Vznik
Původně byl roku 2010 najat režisérem Darren Aronofsky a scenáristou Christopher McQuarrie. Kvůli zemětřesení a tsunami v Tóhoku 2011 však bylo natáčení filmu odloženo a nakonec Aronofsky projekt zcela opustil. Novým režisérem se stal James Mangold a původní scénář byl přepsán.

## Přijetí

### Tržby
V první týden promítání film v USA vydělal 55 milionů amerických dolarů. Celkově film vydělal v USA 132 milionů dolarů, celosvětově poté 414 milionů dolarů.
V České republice byl film uveden do 88 kin prostřednictvím distribuční společnosti CinemArt. Celkem film zhlédlo 76 204 diváků a tím vydělal 11,2 milionu korun.

### Recenze
- Wolverine na film.moviezone.cz - 50/100
- Wolverine na kultura.idnes.cz - 65/100
- Wolverine na filmserver.cz - 60/100
- (anglicky) Wolverine na RottenTomatoes.com - 66/100
- (anglicky) Wolverine na Metacritic.com - 60/100

### Ocenění a nominace
| Ocenění                    | Kategorie                      | Nominovaný    | Výsledek |
| -------------------------- | ------------------------------ | ------------- | -------- |
| Cena Saturn                | nejlepší film (podle komiksu)  |               | nominace |
| Hollywood Film Awards      | Hollywood Movie Award          | James Mangold | nominace |
| Kids' Choice Awards        | nejoblíbenější nakopávač zadků | Hugh Jackman  | nominace |
| People's Choice Awards     | nejoblíbenější akční film      |               | nominace |
| People's Choice Awards     | nejoblíbenější filmový herec   | Hugh Jackman  | nominace |
| Screen Actors Guild Awards | nejlepší kaskadérský tým       |               | nominace |